# Matt Cullen
Matthew David „Matt“ Cullen (* 2. November 1976 in Virginia, Minnesota) ist ein ehemaliger US-amerikanischer Eishockeyspieler, der im Verlauf seiner aktiven Karriere zwischen 1995 und 2019 unter anderem 1648 Spiele für die Mighty Ducks of Anaheim, Florida Panthers, Carolina Hurricanes, New York Rangers, Ottawa Senators, Minnesota Wild, Nashville Predators und Pittsburgh Penguins der National Hockey League auf der Position des Centers bestritten hat. Während seiner 21 Spielzeiten in der NHL gewann Cullen insgesamt dreimal den Stanley Cup – 2006 mit den Carolina Hurricanes sowie 2016 und 2017 mit den Pittsburgh Penguins. Seine Brüder Mark und Joe waren ebenfalls professionelle Eishockeyspieler.

## Karriere

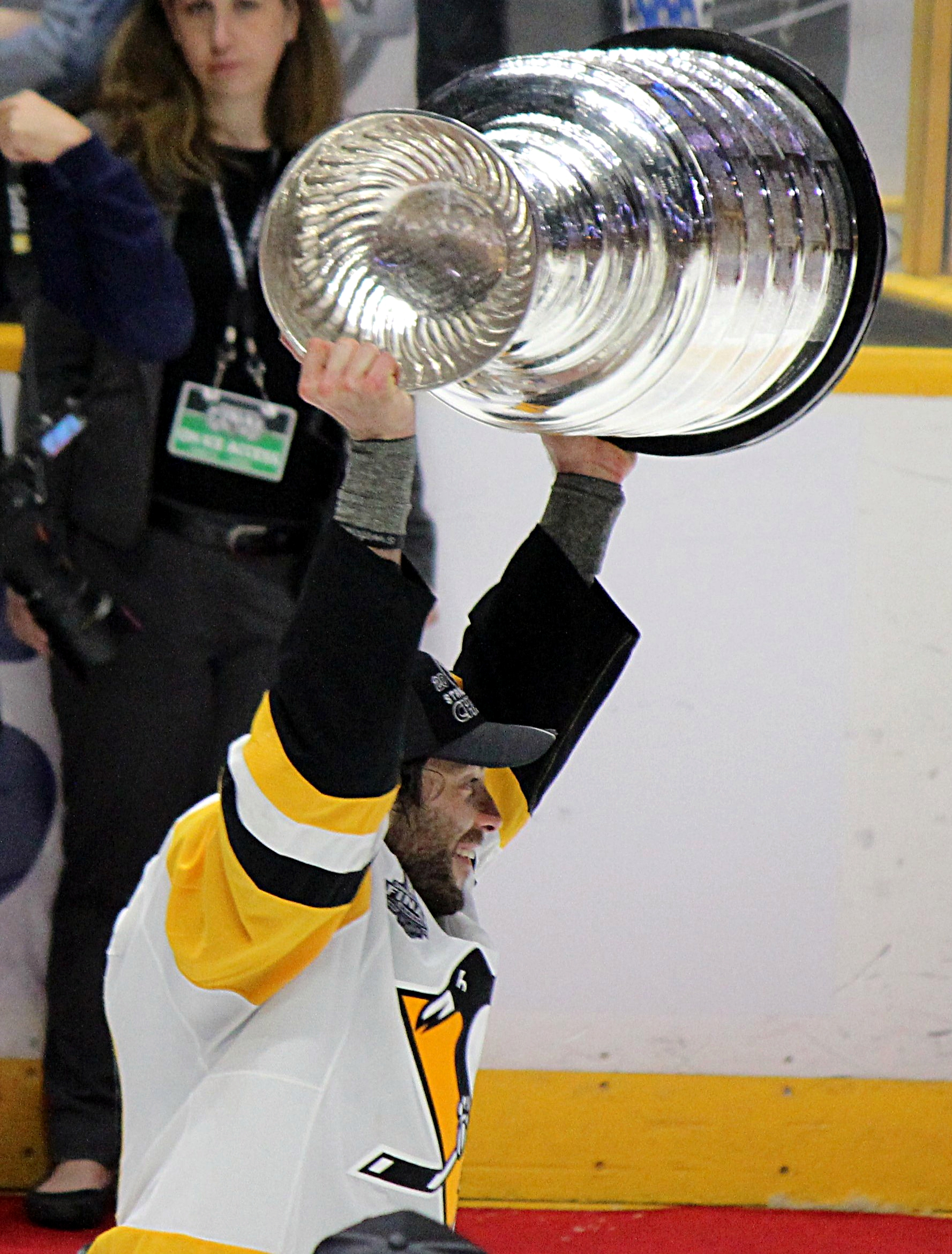
Cullen feiert mit dem Stanley Cup (2017)

Cullen studierte während seiner Juniorenzeit an der St. Cloud State University und spielte gemeinsam mit Mark Parrish für deren Eishockeyteam in der National Collegiate Athletic Association. Durch seine guten Leistungen wurden die Mighty Ducks of Anaheim auf ihn aufmerksam und sicherten sich beim NHL Entry Draft 1996 in der zweiten Runde an 35. Stelle die Rechte an ihm.
Nach einem weiteren Jahr an der Universität mit einem kurzen Abstecher zu den Baltimore Bandits in die American Hockey League, stand er ab der Saison 1997/98 im Kader der Mighty Ducks. In der zweiten Sturmreihe entwickelte er sich zu einem ordentlichen Spielmacher. Ende Januar 2003 gaben die Ducks ihren bis dahin viertbesten Scorer der Vereinsgeschichte an die Florida Panthers ab, um Sandis Ozoliņš zu verpflichten. Bis zum Ende der Saison 2003/04 war er bei den Panthers. Nach dem Saisonende spielte er nach 1998, 1999 und 2003 bei der Eishockey-Weltmeisterschaft 2004 zum vierten Mal für sein Heimatland und konnte die Bronzemedaille gewinnen.
Im August 2004 unterschrieb er bei den Carolina Hurricanes, doch die Saison fiel streikbedingt aus und so überbrückte er die Zeit in Italien bei der SG Cortina. Cullen wurde sowohl in der Hauptrunde als auch in den Playoffs Topscorer der Liga und führte das Team zur Vizemeisterschaft. Zur Saison 2005/06 konnte er schließlich für Carolina spielen und gewann mit dem Team den Stanley Cup. Im entscheidenden Spiel steuerte er zwei Torvorlagen bei. Mit seinen 18 Punkten schaffte er es in den Playoffs unter die besten zehn Scorer. Als Free Agent unterschrieb er für die folgende Saison bei den New York Rangers einen Vierjahresvertrag. Hier spielte er eine Saison, bevor er im Sommer 2007 wieder zu den Carolina Hurricanes transferiert wurde. Hier zählte er seitdem wieder zu den erfolgreichsten Scorern. Am 1. Juli 2010 unterzeichnete er einen auf drei Jahre befristeten Vertrag bei den Minnesota Wild.
Im Juli 2013 unterzeichnete Cullen einen Zweijahresvertrag im Gesamtwert von sieben Millionen US-Dollar bei den Nashville Predators. Im Anschluss nahmen ihn die Pittsburgh Penguins im August 2015 für ein Jahr unter Vertrag. Zehn Jahre nach seinem Stanley-Cup-Gewinn mit den Hurricanes konnte er diesen Erfolg in den Spielzeiten 2015/16 und – nach einer erneuten Vertragsverlängerung – 2016/17 mit den Penguins wiederholen. Im August 2017 kehrte der mittlerweile 40-jährige Center als Free Agent zu den Minnesota Wild zurück, bevor er sich Jahr darauf, ebenso als Free Agent, wieder den Pittsburgh Penguins anschloss. Nach der Saison 2018/19 gab Cullen im Juli 2019 im Alter von 42 Jahren das Ende seiner aktiven Karriere bekannt. Während seiner 21 Spielzeiten in der Liga absolvierte er insgesamt 1648 Spiele. Mit 1516 bestrittenen Partien in der regulären Saison belegte er zum Zeitpunkt seines Rücktritts den 19. Platz in dieser Statistik.

## Erfolge und Auszeichnungen
| - 1996 WCHA All-Rookie Team - 1997 WCHA Second All-Star Team - 1998 Teilnahme am AHL All-Star Classic - 2005 Topscorer der Serie-A1-Hauptrunde - 2005 Bester Torschütze der Serie A1-Hauptrunde | - 2005 Topscorer der Serie-A1-Playoffs - 2005 Italienischer Vizemeister mit der SG Cortina - 2006 Stanley-Cup-Gewinn mit den Carolina Hurricanes - 2016 Stanley-Cup-Gewinn mit den Pittsburgh Penguins - 2017 Stanley-Cup-Gewinn mit den Pittsburgh Penguins |

### International
- 2004 Bronzemedaille bei der Weltmeisterschaft

## Karrierestatistik

### International
Vertrat die USA bei:
| - Junioren-Weltmeisterschaft 1996 - Weltmeisterschaft 1998 - Weltmeisterschaft 1999 | - Weltmeisterschaft 2003 - Weltmeisterschaft 2004 |

(Legende zur Spielerstatistik: Sp oder GP = absolvierte Spiele; T oder G = erzielte Tore; V oder A = erzielte Assists; Pkt oder Pts = erzielte Scorerpunkte; SM oder PIM = erhaltene Strafminuten; +/− = Plus/Minus-Bilanz; PP = erzielte Überzahltore; SH = erzielte Unterzahltore; GW = erzielte Siegtore; 1 Play-downs/Relegation; Kursiv: Statistik nicht vollständig)